# Snel ontwikkelende glomerulonefritis
Snel ontwikkelende glomerulonefritis of crescentische glomerulonefritis (Engels: Rapidly progressive glomerulonephritis, RPGN) is een aandoening aan de nier gekenmerkt door snelle achteruitgang van de nierfunctie. Vaak neemt de filtersnelheid van de glomerulus (nierhaarvaten) binnen drie maanden met 50% af. Bij een biopt ziet men in 50 tot 75% van de gevallen halvemaanvorming van de glomerulus.
Zonder behandeling leidt RPGN snel tot acute nieruitval en overlijden binnen enkele maanden. In de helft van de gevallen is RPGN het gevolg van een andere aandoening, zoals het syndroom van Goodpasture, lupus erythematodes en de ziekte van Wegener. De andere helft van de ziektegevallen zijn idiopathisch; de oorzaak is niet bekend. Ongeacht de onderliggende oorzaak gaat RPGN gepaard met zeer ernstig verstoring van de werking van de glomerulus. Dit resulteert in veel halvemaanvormige littekens op de glomerulus. RPGN wordt daarom ook wel halvemaanvormige glomerulonefritis genoemd.

## Symptomen
De meeste RPGN-typen laten ernstige en snelle vermindering van de nierfunctie zien, gekenmerkt door hevige hematurie (bloed in de urine) en verlies van rode bloedcellen via de urine. Daarnaast treedt vaak proteïnurie (verlies van eiwit in de urine) op, soms zelfs tot 3 gram eiwitten in 24 uur, vergelijkbaar met nefrotisch syndroom. Sommige patiënten hebben ook last van hypertensie (hoge bloeddruk) en zwellingen.
Ernstige RPGN vertoond ook oligurie (verminderde uitscheiding van urine) of anurie (het uitblijven van urine), wat een slechte prognose voorspelt. Het klinische plaatje is vergelijkbaar met het nefrotisch syndroom, hoewel de mate van proteïnurie alleen in enkele gevallen de 3 gram per 24uur bereikt. Indien de ziekte onbehandeld blijft zal de hoeveelheid urine afnemen (oligurie), wat kenmerkend is voor een slechte nierfunctie.

## Diagnose
Analyse van serum (vloeistof van het bloed) helpt vaak bij de diagnose van een specifieke onderliggende ziekte:
- De aanwezigheid van auto-antilichamen tegen de glomerulaire basale membraan (AGBMA) komen voor bij RPGN type 1.
- Treft men antinucleaire antilichamen aan dan duidt dat op systemische lupus erythematodes (SLE) en RPGN type 2.
- Wordt antineutrofiele cytoplasmatische antistoffen (ANCA) gevonden in het serum, dan wordt de diagnose gesteld op RPBN type 3 of idiopathische RPGN.

## Behandeling
De behandeling hangt af van het verloop van de onderliggende ziekte. Zo worden plasmaferese, corticosteroïden en cytotoxische medicijnen gegeven voor het herstel van Syndroom van Goodpasture, een van de oorzaken van RPGN type 1. Ondanks een vroegtijdige behandeling hebben veel patiënten uiteindelijk nierdialyse nodig of een niertransplantatie.

## Classificatie
Er bestaan drie verschillende typen van snel ontwikkelende glomerulonefritis, ze zijn onderverdeeld naar de patronen die zichtbaar worden met immunofluorescentie-technieken.
1. RPGN type 1 komt in zo’n 20% van de gevallen voor. Type 1 wordt veroorzaakt door antilichamen die zich tegen de glomerulaire basale membraan keren.
2. RPGN type 2 telt voor zo’n 25% van de gevallen en kenmerk zich doordat de immuuncomplexen zich afzetten tegen de glomerulus.
3. RPGN type 3 neemt de overige gevallen, 55%, voor zijn rekening. Hierbij keren de antilichamen zich tegen de neutrofielen, ook wel antineutrofiele cytoplasmatische antistoffen (ANCA) genoemd.

### Type 1
RPGN type 1 komt in zo’n 20% van de gevallen voor. Type 1 wordt veroorzaakt door antilichamen die zich tegen het glomerulaire basale membraan (GBM) keren, ook wel anti-GBM-glomerulonefritis genoemd. De antilichamen keren zich tegen het type IV-collageeneiwit in het GBM: specifiek de collagene regio van haar α3-keten. Er zijn type 1-gevallen, waarbij naast de anti-GBM-antilichamen er ook antilichamen aanwezig zijn die zich tegen de basale membraan van de longblaasjes keren, en dit resulteert in het syndroom van Goodpasture. De meerderheid van de type 1-varianten kenmerken zich echter door alleen anti-GBM antilichamen. Deze gevallen zijn idiopathisch.

### Type 2
RPGN type 2 telt voor zo’n 25% van de gevallen en kenmerk zich doordat de immuuncomplexen zich afzetten tegen de glomerulus. Dus elke immuuncomplexziekte die zich tegen de glomurules keert, resulteert in RPGN als het hevig genoeg is. Onder deze ziekten vallen systemische lupus erythematodes (SLE), acute proliferatieve glomerulonefritis, Purpura van Henoch-Schönlein en IgA nefropathie. En hoewel Polyarteritis nodosa (PAN) ook gepaard gaat met vasculitis (ontsteking van de wanden van de bloedvaten) die het immuuncomplex aantasten, valt PAN niet onder RPGN type 2. Dat komt doordat PAN voornamelijk de middelgrote vaten aantast, maar niet per se in de nieren.

### Type 3
RPGN type 3 neemt de overige gevallen, 55%, voor zijn rekening. Bij type 3 is geen sprake van de aantasting van het immuunsysteem of anti-GBM-antilichamen, maar raken de glomerulus beschadigd door een onbekende oorzaak. Vermoed wordt dat de antilichamen zich keren tegen de neutrofielen, ook wel antineutrofiele cytoplasmatische antistoffen (ANCA) genoemd. RPGN type 3 komt voornamelijk alleen in de glomerulus voor. In een aantal gevallen is type 3 echter een gevolg van een andere ziekte, zoals de ziekte van Wegener, microscopische polyangiitis (MPA) of het syndroom van Churg-Strauss.

### Type 4
RPGN type 4 beslaat type 1 en 3. Dit wordt ook wel de ‘dubbel-antilichamen positief ziekte’ genoemd.